# Theridion palanum
Theridion palanum är en spindelart som beskrevs av Roberts 1983. Theridion palanum ingår i släktet Theridion och familjen klotspindlar.
Artens utbredningsområde är Aldabra. Inga underarter finns listade i Catalogue of Life.